# Gare de Feuquières - Fressenneville
Ne doit pas être confondu avec Gare de Feuquières - Broquiers.
La gare de Feuquières - Fressenneville, également appelée gare de Feuquières-en-Vimeu par la SNCF, est une gare ferroviaire française fermée de la ligne d'Abbeville à Eu, située sur le territoire de la commune de Feuquières-en-Vimeu, à proximité de Fressenneville, dans le département de la Somme, en région Hauts-de-France.
C'était une halte ferroviaire de la Société nationale des chemins de fer français (SNCF), desservie par des trains TER Hauts-de-France jusqu'à la fermeture de la ligne en 2018.

## Situation ferroviaire
Établie à 100 m d'altitude, la gare de Feuquières - Fressenneville est située au point kilométrique (PK) 196,778 de la ligne d'Abbeville à Eu (fermée), entre les gares fermées de Feuquerolles et de Woincourt.

## Histoire
La ligne d'Abbeville à Eu est mise en service le 4 décembre 1882.
En octobre 1992, les voies de garage côté impair (à gauche de la voie principale, en direction du Tréport) de la gare, alors inusitées, sont démontées par des membres du chemin de fer de la baie de Somme. Les rails ainsi enlevés sont réutilisés par cette association.
En 2007, 40 voyageurs par jour ont utilisé la gare (moyenne annuelle), soit une augmentation de plus 1,3 % par rapport à l'année 2002.
En 2008, des travaux de rénovation sont effectués dans le cadre d'un « chantier d'insertion » initié par la SNCF.
En 2009, la fréquentation de la gare a doublé. Elle était de 88 voyageurs par jour.
En mai 2018, la ligne est fermée ; le trafic ferroviaire est remplacé par une substitution routière (autocars reliant Le Tréport - Mers à Abbeville).